# دريما ووكر
دريما إيليس ووكر (بالإنجليزية: Dreama Elyse Walker)‏ هي ممثلة أمريكية ولدت في يوم 20 يونيو 1986 في مدينة تامبا في فلوريدا في الولايات المتحدة مثلت في عدة مسلسلات منها مسلسل فتاة النميمة ومسلسل لا تثق في ذا بي---- في الشقة 23 ومثلت في فلم الإلتزام.

## روابط خارجية
- دريما ووكر على موقع IMDb (الإنجليزية)
- دريما ووكر على موقع ألو سيني (الفرنسية)
- دريما ووكر على موقع أول موفي (الإنجليزية)
- دريما ووكر على موقع قاعدة بيانات الأفلام السويدية (السويدية)
- دريما ووكر على موقع إن إن دي بي (الإنجليزية)
- دريما ووكر على موقع قاعدة بيانات الفيلم (الإنجليزية)
- دريما ووكر على موقع كينوبويسك (الروسية)